# Sledgehammer Games
Sledgehammer Games, Inc. là một công ty phát triển trò chơi điện tử tại Mỹ được thành lập vào 2009 bởi Glen Schofield và Michael Condrey. Cặp đôi này trước đây đã từng làm việc tại Visceral Games, sáng tạo và phát triển series game kinh dị Dead Space. Công ty có trụ sở tại thành phố Foster, California. Studio đã phát triển hoặc đóng vai trò đồng phát triển các phiên bản khác nhau thuộc loạt game Call of Duty.

## Lịch sử
Những đồng sáng lập của Sledgehammer Games, Schofield và Condrey đã làm việc cùng nhau tại Electronic Arts vào năm 2005 cho tựa game 007: From Russia with Love, trong đó Condrey đóng vai trò đạo diễn và Schofield đóng vai trò điều hành. Sự hợp tác này tiếp tục cho đến loạt game Dead Space. Hai người đàn ông có xuất thân giống nhau - cũng thuộc tầng lớp trung lưu có bố làm trong nghề xây dựng.
Sau khi thành lập Sledgehammer Games vào ngày 21 tháng 7 năm 2009, Schofield và Condrey đã đưa ra một đề xuất với Activision: họ sẽ lấy ý tưởng từ series Dead Space nhằm phát triển phần game spin-off thuộc thể loại bắn súng góc nhìn thứ ba tiếp theo, dành cho loạt game Call of Duty. Activision đã do dự trong nhiều tuần cho đến khi CEO của Activision Blizzard, Bobby Kotick, đề nghị studio gia nhập vào Activision. Schofield và Condrey chấp nhận, coi mô hình studio độc lập của Activision là một cơ hội để bảo tồn sự sáng tạo của công ty, cũng như cách thức phát triển và đội ngũ nhân viên, đồng thời có thêm sự bảo vệ của một trong những nhà phát hành game lớn nhất thế giới.
Sledgehammer Games đã dành sáu đến tám tháng để thực hiện một dự án Call of Duty vào năm 2009. Tựa game này được cho là đã mở rộng thương hiệu sang thể loại phiêu lưu hành động, đồng thời kéo dài cuộc chiến pháp lý giữa Infinity Ward, studio đứng sau thương hiệu Modern Warfare và những người đồng sáng lập Jason West và Vince Zampella, dẫn đến sự ra đi của cặp đôi này. Họ đã đưa một số nhân viên của Infinity Ward gia nhập công ty của họ để tham gia phát triển phiên bản tiếp theo của dòng game, Call of Duty: Modern Warfare 3. Activision đã yêu cầu Sledgehammer Games ngừng phát triển tựa game game bắn súng góc nhìn thứ ba trên; thay vào đó là cộng tác với Infinity Ward.

Logo đầu tiên của Sledgehammer Games (2009–2021)

Activision đã thông báo vào tháng 2 năm 2014, rằng Sledgehammer Games sẽ phát triển một tựa Call of Duty mới dự kiến phát hành vào năm 2014. Vào ngày 1 tháng 5, Game Informer tung ra hình ảnh một chiến binh mang một bộ đồ exo-skeleton (Exosuits), kèm thêm nhiều chi tiết hơn bao gồm ảnh bìa, tên đầy đủ và một đoạn trailer sẽ được phát hành vào ngày 4 tháng 5. Đoạn giới thiệu đã bị rò rỉ xác nhận việc phát hành của Call of Duty: Advanced Warfare vào ngày 4 tháng 11 năm 2014.
Vào ngày 21 tháng 4 năm 2017, Sledgehammer Games và Activision đã công bố phiên bản Call of Duty tiếp theo, mang tên Call of Duty: WWII. Game được phát hành vào ngày 3 tháng 11 năm 2017.

Vào tháng 2 năm 2018, Glen Schofield và Michael Condrey rời Sledgehammer Games nhưng vẫn tiếp tục làm việc với Activision. Vào tháng 12 năm 2018, Condrey sau đó rời Activision để gia nhập 2K Games cùng với  studio 31st Union. Schofield sau đó cũng rời công ty để thành lập studio Striking Distance.
Vào năm 2019, trong khi thực hiện Call of Duty: Black Ops Cold War, phiên bản ra mắt năm 2020 trong series, cùng Raven Software, hai studio đã xảy ra những bất đồng, dẫn đến việc nhà phát hành của Call of Duty, Activision quyết định cho studio Treyarch đảm nhận vai trò phát triển chính cho Black Ops Cold War, trong khi Sledgehammer và Raven Software đảm nhận vai trò hỗ trợ.
Sledgehammer đã mở một studio mới ở Melbourne, Australia vào tháng 9 năm 2019. Vào tháng 5 năm 2020, COO Andy Wilson của Sledgehammer Games xác nhận rằng studio hiện là một studio đa dự án với hơn 200 nhân viên, với kế hoạch thu hút thêm tới 100 nhân viên mới trong năm tới.
Vào tháng 5 năm 2021, Sledgehammer thông báo về việc mở thêm một studio mới ở Toronto, Canada. Đến tháng 8 năm 2021, Sledgehammer Games bao gồm hơn 450 nhân viên, với hơn 150 người làm việc tại Sledgehammer Games Melbourne và chỉ hơn 10 người làm việc tại Sledgehammer Games Toronto. Vào tháng 10 năm 2021, Sledgehammer mở thêm một studio mới ở Guildford tại Anh.

## Các tựa game được studio phát triển
| Năm  | Tên                              | Nền tảng                                                         | Ghi chú                                                               |
| ---- | -------------------------------- | ---------------------------------------------------------------- | --------------------------------------------------------------------- |
| 2011 | Call of Duty: Modern Warfare 3   | PlayStation 3, Xbox 360, Windows                                 | Đồng phát triển cùng Infinity Ward                                    |
| 2014 | Call of Duty: Advanced Warfare   | PlayStation 3, PlayStation 4, Xbox 360, Xbox One, Windows        |                                                                       |
| 2017 | Call of Duty: WWII               | PlayStation 4, Xbox One, Windows                                 |                                                                       |
| 2019 | Call of Duty: Modern Warfare     | PlayStation 4, Xbox One, Windows                                 | Hỗ trợ Infinity Ward                                                  |
| 2020 | Call of Duty: Black Ops Cold War | PlayStation 4, PlayStation 5, Xbox One, Xbox Series X/S, Windows | Hỗ trợ Treyarch và Raven Software                                     |
| 2021 | Call of Duty: Vanguard           | PlayStation 4, PlayStation 5, Xbox One, Xbox Series X/S, Windows | Được hỗ trợ bởi Treyarch, High Moon Studios, Beenox và Raven Software |